# Sandskål
Sandskål (Geopora arenicola) är en svampart som först beskrevs av Joseph-Henri Léveillé, och fick sitt nu gällande namn av Lars Erik Kers 1974. Sandskål ingår i släktet Geopora och familjen Pyronemataceae.  Arten är reproducerande i Sverige. Inga underarter finns listade i Catalogue of Life.